# Ризи, Дино
Ди́но Ри́зи (итал. Dino Risi; 23 декабря 1916, Милан — 7 июня 2008, Рим) — итальянский кинорежиссёр и сценарист, один из ведущих комедиографов Италии.

## Биография
Дипломированный врач, Ризи попал на съёмочную площадку благодаря Марио Сольдати, который пригласил его в качестве ассистента на свой дебютный фильм «Джакомо-идеалист».
В 1946 году короткометражный документальный фильм «Пудели» (Barboni) удостоен специального упоминания международного жюри критиков на Венецианском кинофестивале.
В 1952 году Ризи снял свой первый полнометражный художественный фильм.
Несмотря на то, что Ризи снимал в основном комедии, самым известным его фильмом стал некомедийный фильм «Запах женщины» (1974). За этот фильм Ризи был номинирован на премию «Оскар» в двух номинациях.
В 2002 году получил премию «Золотой лев» за вклад в кинематограф.
Скончался 7 июня 2008 года, на 92-м году жизни, в своём доме в Риме.

## Семья
- Жена ─ Клаудия Моска
  - Сын ─ Клаудио (род. 1948), итальянский режиссёр[6]
  - Сын ─ Марко (род. 1951), итальянский режиссёр[6]

## Фильмография

### 1940-е
Короткометражные фильмы

### 1950-е
- 1953 — «Бульвар надежды» / Il viale della speranza
- 1953 — «Любовь в городе» / L’amore in città'
- 1954 — «Каникулы для гангстера» / Vacanze col gangster
- 1955 — «Знак Венеры» / Il segno di Venere
- 1955 — «Хлеб, любовь и…» / Pane, amore e…
- 1956 — «Бедные, но красивые» / Poveri ma belli
- 1957 — «Бабушка Сабелла» / La nonna Sabella
- 1957 — «Красивые, но бедные» / Belle ma povere
- 1958 — «Венеция, луна и ты» / Venezia, la luna e tu
- 1958 — «Бедные миллионеры» / Poveri milionari
- 1959 — «Вдовец» / Il vedovo
- 1960 — «Матадор» / Il mattatore
- 1960 — «Любовь в Риме» / Un amore a Roma

### 1960-е
- 1961 — «Трудная жизнь» / Una vita difficile
- 1961 — «За закрытыми дверями» / A porte chiuse
- 1962 — «Обгон» / Il sorpasso
- 1963 — «Успех» / Il successo
- 1963 — «Чудовища» / I mostri
- 1963 — «Четверг» / Il giovedì
- 1963 — «Поход на Рим» / La marcia su Roma
- 1965 — «Куколки» / Le bambole
- 1965 — «Гаучо» / Il gaucho
- 1965 — «Комплексы» / Il gaucho
- 1965 — «Пляжный зонт» / L’ombrellone
- 1966 — «Наши мужья» / I nostri mariti
- 1966 — «Операция „Святой Януарий“» / Operazione San Gennaro
- 1967 — «Тигр» / Il tigre
- 1968 — «Пророк» / Il profeta
- 1968 — «Терзай, терзай, только досыта лобзай» / Straziami, ma di baci saziami
- 1969 — «Раздевая глазами» / Vedo nudo
- 1969 — «Нормальная молодёжь» / Il giovane normale

### 1970-е
- 1971 — «Жена священника» / La moglie del prete
- 1971 — «Мы, женщины, так сделаны» / Noi donne siamo fatte così
- 1971 — «Именем итальянского народа» / In nome del popolo italiano (В советском прокате «Полмиллиарда за алиби»)
- 1973 — «Безумный секс» / How funny can sex be? (Sessomatto)
- 1973 — «Кусай и беги» / Mordi e fuggi
- 1974 — «Запах женщины» / Profumo di donna
- 1977 — «Белые телефоны» / Telefoni bianchi
- 1977 — «Потерянная душа» / Anima persa
- 1977 — «Комната епископа» / La stanza del vescovo
- 1977 — «Новые чудовища» / I nuovi mostri
- 1978 — «Первая любовь» / Primo amore
- 1979 — «Дорогой отец» / Caro papà
- 1979 — «Я фотогеничен» / Sono fotogenico
- 1980 — «Воскресные любовники» / Sunday Lovers

### 1980-е
- 1981 — «Призрак любви» / Fantasma d’amore
- 1982 — «Секс - и охотно» / Sesso e volentieri
- 1984 — «... и жизнь продолжается» (ТВ) / …e la vita continua (ит.)
- 1984 — «Дагобер» / Le bon roi Dagobert
- 1985 — «Безумец на войне» / Scemo di guerra
- 1986 — «Комиссар по прозвищу Кот» / Il commissario Lo Gatto
- 1987 — «Тереза» / Teresa
- 1988 — «Две женщины» (ТВ) / La ciociara
- 1990 — «Взрослые дети» (ТВ) / Vita coi figli
- 1990 — «Не смею вас больше беспокоить» / Tolgo il disturbo

### 1990-е
- 1993 — «Миссия любви» / Missione d`amore (ит.)

### 2000-е
- 2002 — «Мисс Италия» (ТВ) / Le ragazze di Miss Italia

## Награды и номинации
- Кавалер Большого креста ордена «За заслуги перед Итальянской Республикой» (26 мая 2004 года)[7].